# TO CHI KA
『TO CHI KA』（トチカ）は、渡辺香津美のフュージョン・アルバム。1980年3月4日から26日にかけてニューヨーク市においてダグ・エブスタインによって録音・ミックスされ、1980年にリリースされた。オリコンLPチャートでは20週トップ100入りして最高10位を記録し、渡辺にとっての最大のヒット作となった。
タイトルは、渡辺の愛犬であった北海道犬の「図知華（トチカ）」に由来し、「トチカ」と読むが、しばしば誤って「トーチカ」とも呼ばれる。
アルバム発表後の1980年夏には、レコーディングに参加したマイク・マイニエリ（vib）、マーカス・ミラー（b）、ウォーレン・バーンハート（p/key）に、オマー・ハキム（ds）を加えたメンバーで、「トチカ・ツアー」と題した日本ツアーを敢行。2010年の東京JAZZでは、渡辺香津美 TOCHIKA2010 featuring TOCHIKA ALL STARS として、30年ぶりに同じメンバーによる演奏が行われ、このアルバムからも「トチカ」、「ユニコーン」などが取り上げられた。

## トラックリスト
いずれも渡辺香津美の作曲作品。
1. リキッド・フィンガー "Liquid Fingers" 4:57
2. ブラック・カナル "Black Canal" 6:46
3. トチカ "To Chi Ka" 3:35
4. コクモ・アイランド "Cokumo Island" 8:52
5. ユニコーン "Unicorn" 4:45
6. ドント・ビー・シリー "Don't Be Silly" 5:42
7. サヨナラ "Sayonara" 5:29
8. マンハッタン・フルー・ダンス "Manhattan Flu Dance" 6:03

## パーソネル
- 渡辺香津美 - ギター＝エレクトリック・ギター (#3以外)、アコースティック・ギター (#2,3)、コルグ・ギターシンセサイザー (#6)
- マイク・マイニエリ - ヴィブラフォン (#3,5)
- ケニー・カークランド - キーボード (#1,2,5,6)、ピアノ (#2)
- マーカス・ミラー - ベース (#1,2,5,6)
- トニー・レヴィン - フレットレスベース (#4,7)、ベース (#8)
- ピーター・アースキン - ドラムス (#4,7,8)
- スティーヴ・ジョーダン - パーカッション (#1,2,5,6)
- サミー・フィゲロア - パーカッション (#4,7)
- ウォーレン・バーンハート - オーバーハイム (#2,4,5,6,7)、キーボード (#4,7,8)
- マイケル・ブレッカー - テナー・サックス (#4,8)
- ジョー・キャロ (Joe Caro) - リズムギター (#1,2,5,6)